# Altzo
Altzo – gmina w Hiszpanii, w prowincji Guipúzcoa, w Kraju Basków, o powierzchni 9,77 km². W 2011 roku gmina liczyła 411 mieszkańców.